# Rolando Vignali
Rolando Vignali (Vigatto, 24 novembre 1920 – Luneto di Bore, 14 luglio 1944) è stato un partigiano e artigiano italiano, decorato della medaglia d'oro al valor militare alla memoria.

## Biografia
Caporale inquadrato nel Battaglione Gemona dell'8º Reggimento alpini, al momento dell'armistizio si trovava a Tarcento, in Friuli, da dove fece ritorno a casa.
Entrò a far parte della 31ª Brigata Garibaldi "Forni" operante nella Valle del Ceno, in provincia di Parma. Comandò una squadra di partigiani, e cadde il 14 luglio 1944 combattendo contro i nazifascisti nella battaglia di Luneto, insieme al fratello Emilio e ad altri tre partigiani.
Nel 1970 gli venne conferita la medaglia d'oro al valor militare alla memoria. A Roma gli è stata dedicata una via di Cinecittà Est.